# Anfiteatro de Itálica
El anfiteatro de Itálica fue construido en el norte de la que fue la primera ciudad romana en Hispania, Itálica, situada en el actual término municipal de Santiponce (provincia de Sevilla), en Andalucía (España), que fue fundada en el año 206 a. C.

## Quién y cuándo se construyó
Se construyó en la época del emperador Adriano, aproximadamente entre los años 117-138.

## Características arquitectónicas y usos
Con una capacidad de 25 000 espectadores y unas medidas totales de 160x 124 m, disponía de tres niveles de graderío. Bajo el nivel del antiguo suelo de madera del anfiteatro había un foso de servicio para los diferentes espectáculos de gladiadores, denominados munus gladiatorum y luchas contra fieras, llamadas venationes. 
El graderío, cavea estaba dividido en tres secciones, la ima, media y summa cavea, separadas por unos pasillos anulares denominados praecinctiones. La primera, la ima cavea, disponía de 6 gradas, con 8 puertas de acceso, y estaba reservada a una clase dirigente. La segunda, la media cavea, estaba destinada a la población más humilde, tenía 12 gradas y 14 puertas de acceso. La summa cavea, cubierta por un toldo, estaba reservada solamente para albergar a niños y mujeres.
El anfiteatro contaba además con varias salas dedicadas al culto de Némesis y de Dea Caelestis.

## Galería de imágenes

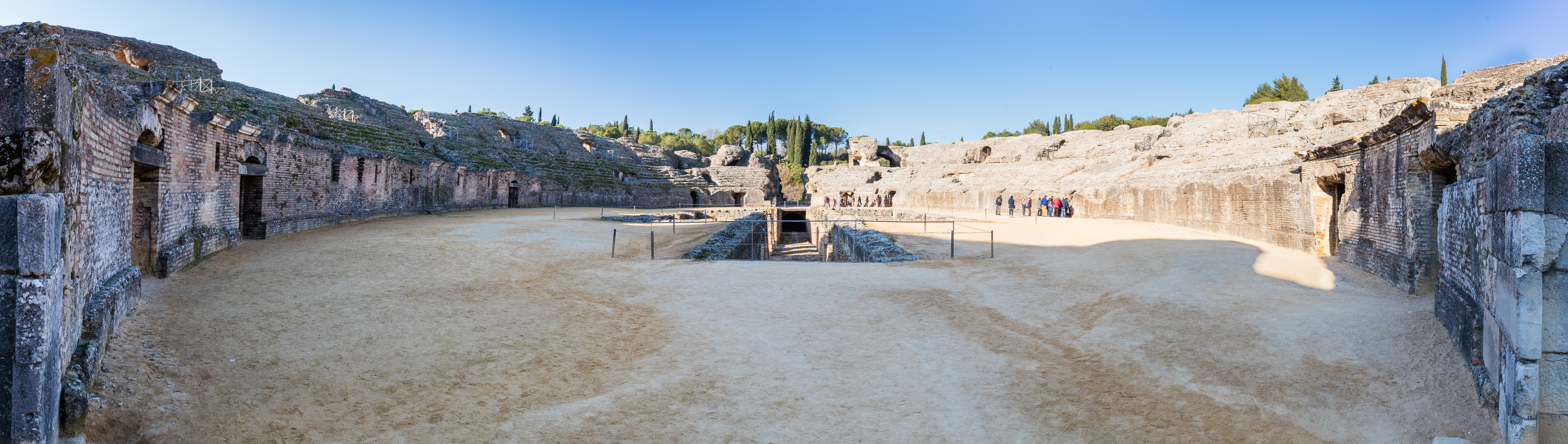
Panorámica desde la arena del interior del anfiteatro de Itálica.
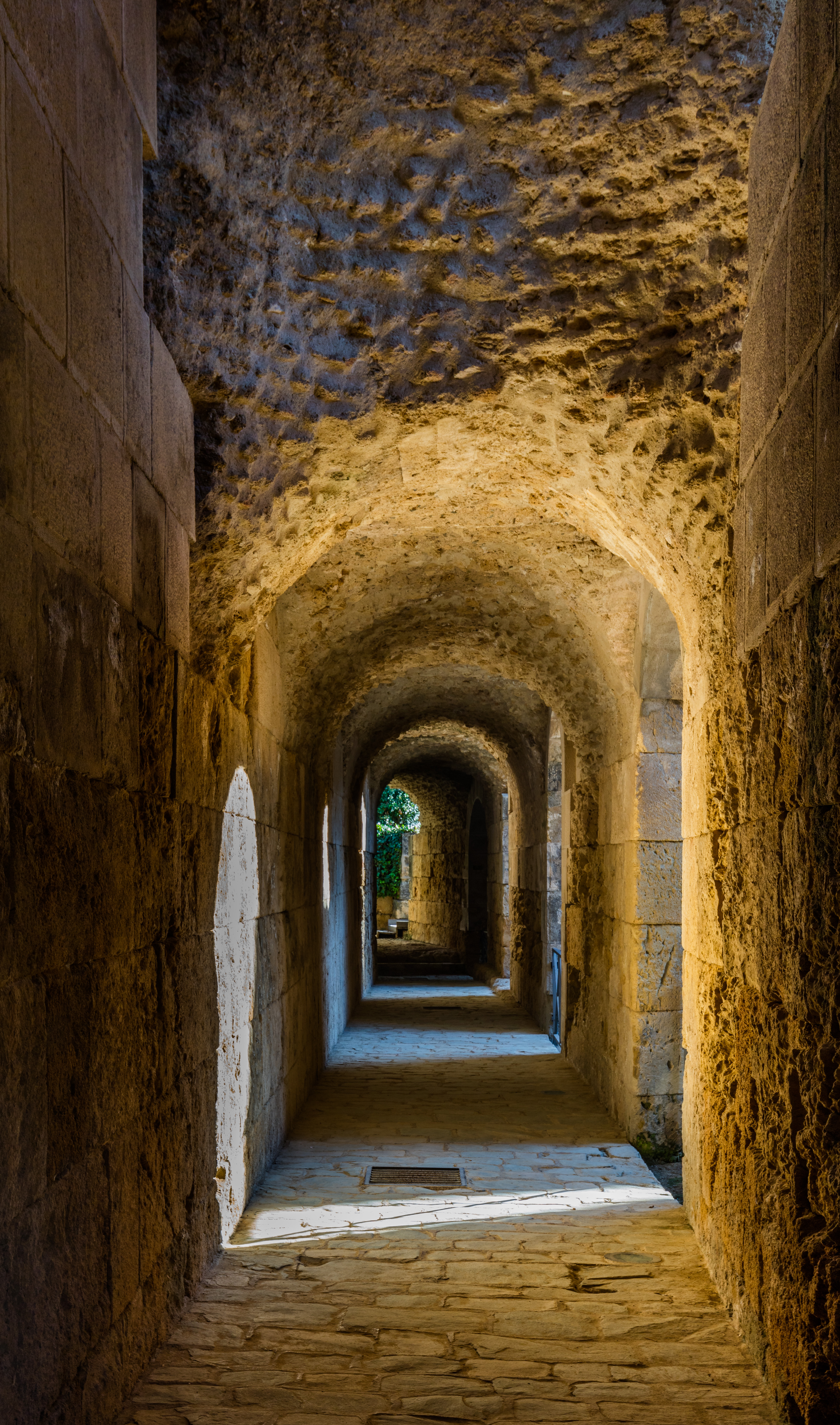
Galerías a la altura de la arena.
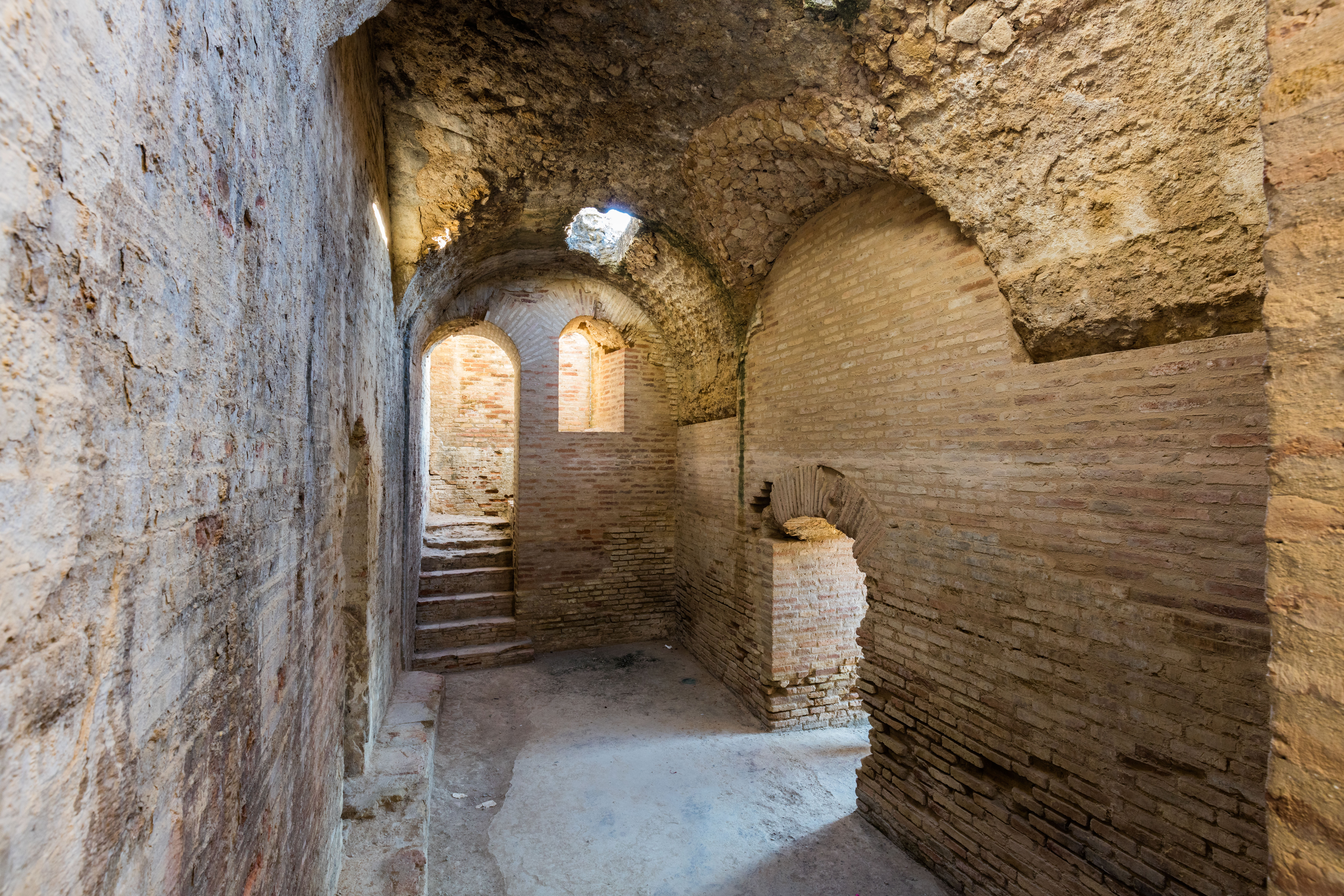
Cuartos junto a las galerías.
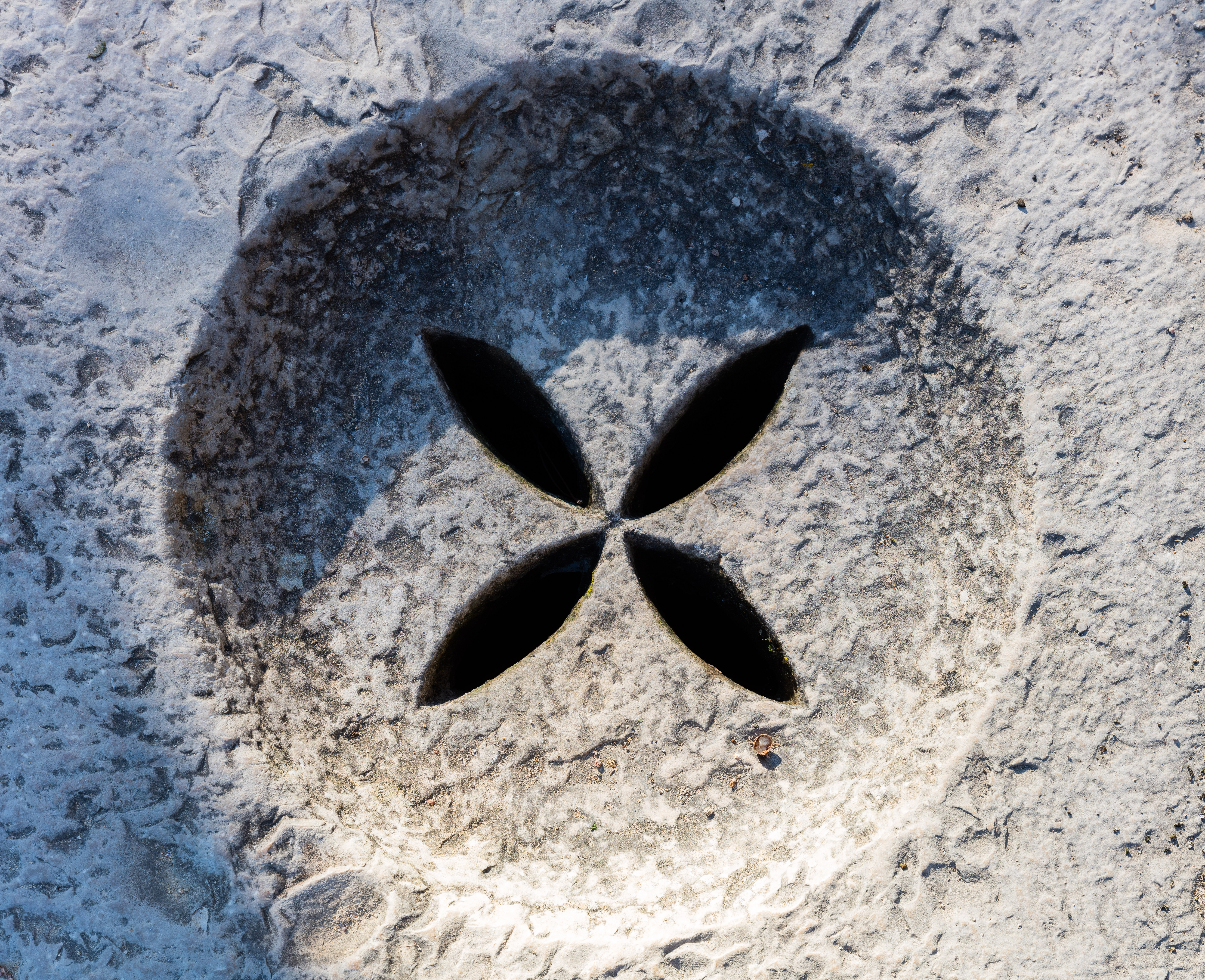
Detalle de una entrada al sistema de canalización.
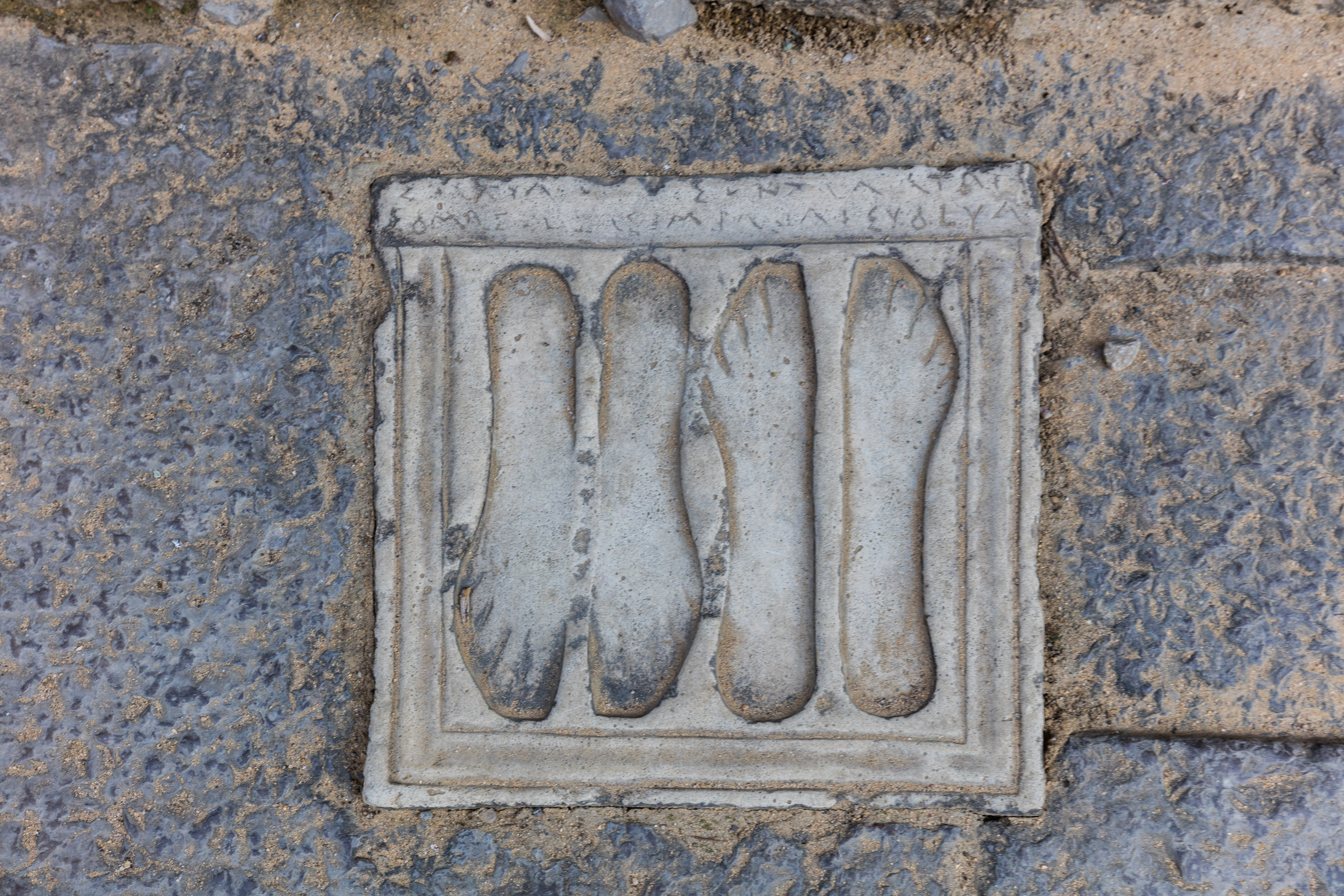
Lápida votiva a la entrada del anfiteatro.
Vista del centro de la arena.